# Vasile Goldiș, Arad
Vasile Goldiș, până în 2002 Lunca Teuzului (în maghiară Bélmocsolya, literalmente „mlaștina Beliului”) este un sat în comuna Beliu din județul Arad, Crișana, România.

## Istoric
Numele Bélmocsolya a fost menționat pentru prima dată în 1552 într-un document numit Mochyola.
În 1851, Elek Fényes scria despre așezare: „Mocsirla, în Comitatul Bihor, într-o regiune muntoasă, în moșia Episcopului Deák din Oradea, este o așezare cu 715 locuitori vechi de credință și o biserică mamă. Zona este deluroasă, dar are o limită destul de mică de 3100 de acri. ”
Biserica satului, cu Hramul „Înălțarea Domnului”, a fost construită în 1882.
În 2002 satul avea 519 de locuitori, din care 433 erau români, 76 ucraineni și 9 romi.